# La muralla
La muralla és una pel·lícula dramàtica espanyola estrenada en 1958 i dirigida per Lluís Lúcia i Mingarro. Es tracta de l'adaptació de l'obra de teatre homònima de Joaquín Calvo Sotelo.

## Sinopsi
Un home ric que és a punt de morir a causa d'un atac de cor li confessa a un capellà que la seva riquesa és deguda a una estafa poc després d'acabar la guerra civil.

## Premis
Armando Calvo fou guardonat amb el Fotogramas de Plata al millor intèrpret de cinema espanyol.